# موريس ر. سيفيرينو
موريس ر. سيفيرينو (بالإنجليزية: Maurice R. Severino)‏ هو ضابط أمريكي، ولد في 17 نوفمبر 1919، وتوفي في 28 أغسطس 2005.

## وصلات خارجية
- موريس ر. سيفيرينو على موقع أوليمبيديا (الإنجليزية)